# Eryphus picticollis
Eryphus picticollis là một loài bọ cánh cứng trong họ Cerambycidae.